# Kyle Massey
Kyle Orlando Massey (Atlanta, 28 agosto 1991) è un attore statunitense.

## Carriera
Fratello minore dell'attore Christopher Massey, Kyle ha recitato nella serie Raven nel ruolo di Cory Baxter, insieme a Raven-Symoné, Anneliese van der Pol ed Orlando Brown e ha, in seguito, interpretato il ruolo di Calvin Wheeler, protagonista del film di Disney Channel Tyco il terribile del 2005, assieme a Kay Panabaker e Mitchel Musso. È stato protagonista della serie televisiva Cory alla Casa Bianca, lo spin-off di Raven. 
Si è inoltre esibito come rapper insieme al fratello, nella crew TMB (The Massey Bros). Si è classificato secondo (assieme alla compagna di ballo Lacey Schwimmer) nell'undicesima edizione di Dancing with the Stars.

## Filmografia parziale

### Televisione
- Selma, Lord, Selma - serie TV (1999)
- Passing Glory - serie TV (1999)
- Raven - serie TV, 100 episodi (2003-2007)
- The Practice - Professione avvocati - serie TV, 7x18 (2003)
- Strepitose Parkers - serie TV (2003)
- Tyco il terribile (Life Is Ruff), regia di Charles Haid – film TV (2005)
- Cory alla Casa Bianca - serie TV, 34 episodi (2007-2008)
- The Electric Company - serie TV (2009)
- Dancing with the Stars, programma TV (2010)
- Weird Girl - serie TV (2012)
- The Amazing World of Bloo - serie TV (2012-in corso)
- Gotham - serie TV, 1x02-1x10 (2014)

### Doppiatore
- American Dragon: Jake Long - serie TV, 52 episodi (2006-2007)
- Fish Hooks - Vita da pesci - serie TV, 46 episodi (2010-2014)

## Doppiatori italiani
Nelle versioni in italiano delle opere in cui ha recitato, Kyle Massey è stato doppiato da:
- Gabriele Patriarca in Raven, Tyco il terribile, Cory alla Casa Bianca
- Paolo Vivio in Beethoven - L'avventura di Natale, Gotham

Da doppiatore è stato sostituito da:
- Gabriele Patriarca in Fish Hooks - Vita da pesci